# Gunung Lesung
Gunung Lesung är ett berg i Indonesien.   Det ligger i provinsen Provinsi Bali, i den sydvästra delen av landet, 900 km öster om huvudstaden Jakarta. Toppen på Gunung Lesung är 1 054 meter över havet. Gunung Lesung ligger på ön Bali.
Terrängen runt Gunung Lesung är huvudsakligen kuperad, men österut är den bergig. Gunung Lesung ligger uppe på en höjd som går i öst-västlig riktning. Runt Gunung Lesung är det mycket glesbefolkat, med 7 invånare per kvadratkilometer. Närmaste större samhälle är Negara, 19,5 km sydväst om Gunung Lesung. I omgivningarna runt Gunung Lesung växer i huvudsak städsegrön lövskog.